# Drepanocentron vicitravirya
Drepanocentron vicitravirya là một loài Trichoptera thuộc họ Xiphocentronidae. Chúng phân bố ở miền Ấn Độ - Mã Lai.